# Progne elegans
Progne elegans е вид птица от семейство Лястовицови (Hirundinidae).

## Разпространение
Видът е разпространен в Аржентина, Боливия, Бразилия, Колумбия, Панама, Парагвай, Перу и Уругвай.